# Victor Drăgușin
Victor Drăgușin (n. 21 noiembrie, 1962, Alexandria) este un inginer și politician român, care este Primarul municipiului Alexandria din 2008. Este membru al PSD (PDSR) din 1995.

## Biografie
Victor Drăgușin este primarul municipiului Alexandria, județul Teleorman, România. Născut la 21 noiembrie 1962, a urmat cursurile Școlii Generale nr. 3 și ale Liceului de Matematică-Fizică din Alexandria. Între 1982 și 1987, a studiat la Institutul Politehnic din București, specializându-se în Tehnologia Construcțiilor de Mașini. Ulterior, în 2007, a obținut un master în Administrație Publică Europeană. 
Pe plan profesional, Drăgușin a lucrat ca inginer la IPTE Alexandria (1987-1990) și a ocupat funcții de conducere la SC Electrotel SA (1990-2000).

## Carieră politică
Pe plan politic, Drăgușin este membru al PSD din 1995, ocupând diverse funcții de conducere în cadrul organizației locale și județene.
În administrația publică, a fost viceprimar al Alexandriei în perioada 2000-2008, iar din 2008 deține funcția de primar, fiind reales în 2012, 2016, 2020 și 2024.

## Legaturi externe
- Victor Drăgușin pe site-ul primăriei

```
* 
```

1. ↑  Rezultatele alegerilor locale din 2024, Autoritatea Electorală Permanentă
2. ↑  https://ziarulteleormanul.ro/profilul-primarului-tau-victor-dragusin-primar-municipiul-alexandria/, Ziarul Teleormanul Legătură externa în |title= (ajutor)